# Zederhaus
Zederhaus – gmina w Austrii, w kraju związkowym Salzburg, w powiecie Tamsweg.

## Osoby

### urodzone w Zederhaus
- Heimo Pfeifenberger, piłkarz